# Acacia lacerans
Acacia lacerans är en ärtväxtart som beskrevs av George Bentham. Acacia lacerans ingår i släktet akacior, och familjen ärtväxter. Inga underarter finns listade i Catalogue of Life.